# Brigitte Lin
Brigitte Lin (in cinese,  林青霞, Lin Qingxia; Taipei, 3 novembre 1954) è un'attrice taiwanese.
Grande icona del cinema di Hong Kong, ha preso parte a più di 100 pellicole fra il 1972 e il 1994, anno del suo annunciato ritiro dalle scene. Negli anni '90 raggiunge il plauso della critica grazie a ruoli in film wuxia quali The Legend of the Swordsman, New Dragon Gate Inn, The Bride with White Hair. Musa del Kar Wai Wong esordiente, è fra i protagonisti dei film Hong Kong Express e Ashes of time. Unica parentesi recitativa dopo il ritiro è stata nel 1998 con il film Bishonen.

## Filmografia parziale

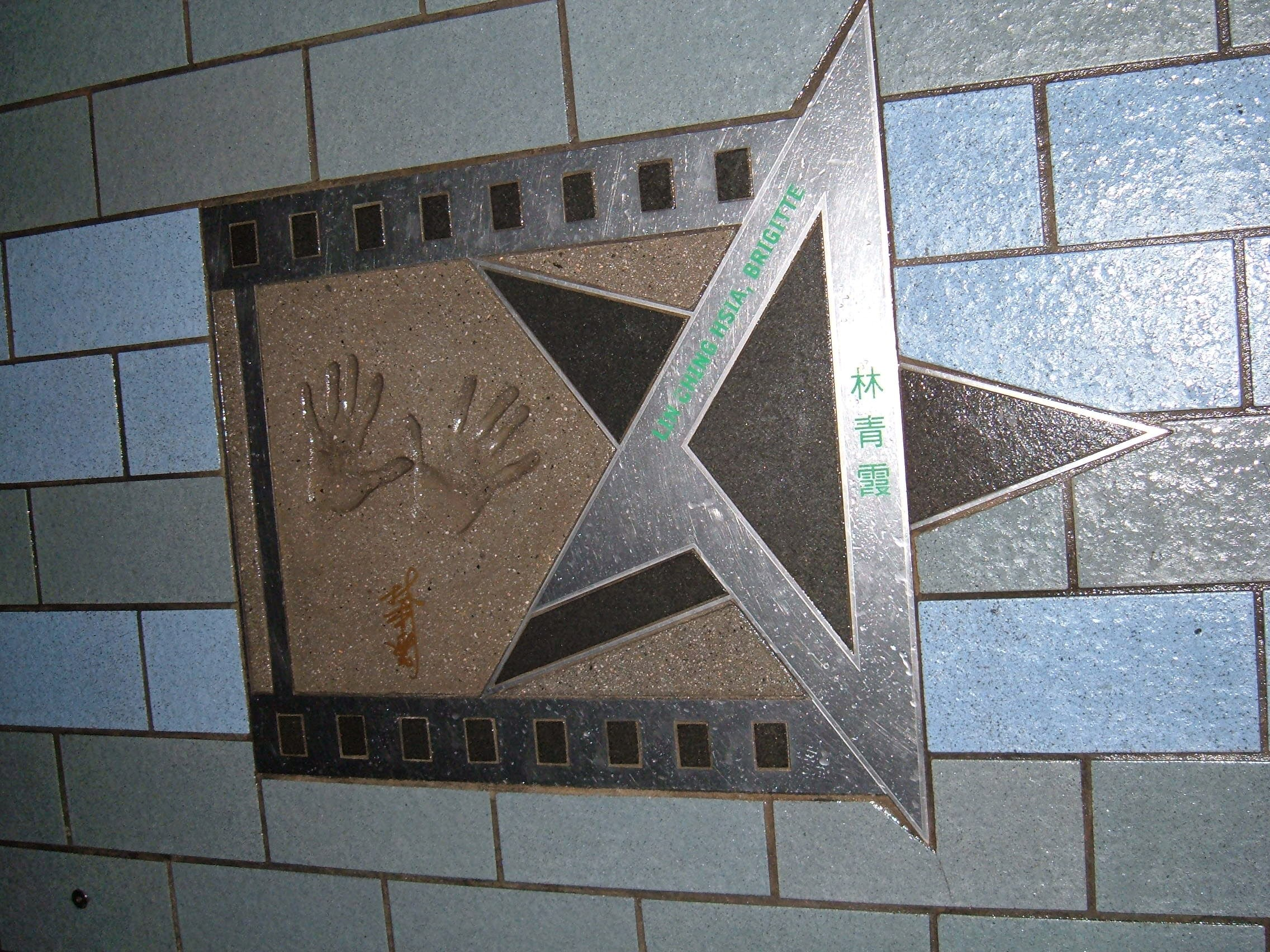
La stella di Brigitte Lin sulla Avenue of Stars di Hong Kong

- Chuang wai, regia di Sung Tsun-shou e Cheng-Chun Yu (1973)
- Yun piao piao, regia di Liu Chia-chang (1974)
- Chun Chun de ai, regia di Liu Chia-chang (1974)
- Gu jing you hun, regia di Sung Tsun-shou (1974)
- Yi xiang meng, regia di Pai Ching-Jui (1977)
- Love Massacre, regia di Patrick Tam (1981)
- Fantasy Mission Force (1982)
- Zu Warriors from the Magic Mountain (1983)
- Police Story (1985)
- Peking Opera Blues (1986)
- Red Dust (1990)
- Swordsman II (1991)
- New Dragon Gate Inn (1992)
- Royal Tramp (1992)
- Royal Tramp II (1992)
- Swordsman III (1993)
- Deadful Melody (1993)
- The Bride with White Hair (1993)
- The Eagle Shooting Heroes (1993)
- Ashes of Time (1994)
- Hong Kong Express (1994)
- Semi-Gods and Semi-Devils (1994)
- The Three Swordsmen (1994)
- Bishonen (1998)